# Den grå dansen
Den grå dansen (finska: Asetelma, jossa kaksi mallinukkea tanssivassa asennossa) är en målning av Väinö Kunnas, från 1928.
Den grå dansen är ett stilleben med två dockor med rörliga leder, som intar posen som dansande. 

## Proveniens
Målningen finns på Ateneum i Helsingfors.